# Béla
Béla  è un nome proprio di persona ungherese maschile.

## Origine e diffusione
Non è chiara l'esatta origine di questo nome; le ipotesi lo indicano come derivato da un termine slavo belo che significa "bianco", oppure dall'ungherese bél che significa "dentro", "all'interno". Altre fonti propongono inoltre una derivazione turca, col significato di "distinto", "differente", ma in tal caso senza citare l'etimologia da cui deriverebbe.
Il nome è stato portato da quattro re ungheresi.
Il nome è presente nel Piccolo dizionario dei nomi propri italiani di persone (1901) e nel ventennio fra il 1999 e il 2021 risulta essere stato attribuito allo 0,001% dei nuovi nati in Italia.

## Onomastico
Il nome è adespota, cioè non è portato da alcun santo. L'onomastico quindi ricade il 1º novembre, per la festa di Ognissanti.

## Persone
- Béla I d'Ungheria, re d'Ungheria
- Béla II d'Ungheria, re d'Ungheria
- Béla III d'Ungheria, re d'Ungheria
- Béla IV d'Ungheria, re d'Ungheria

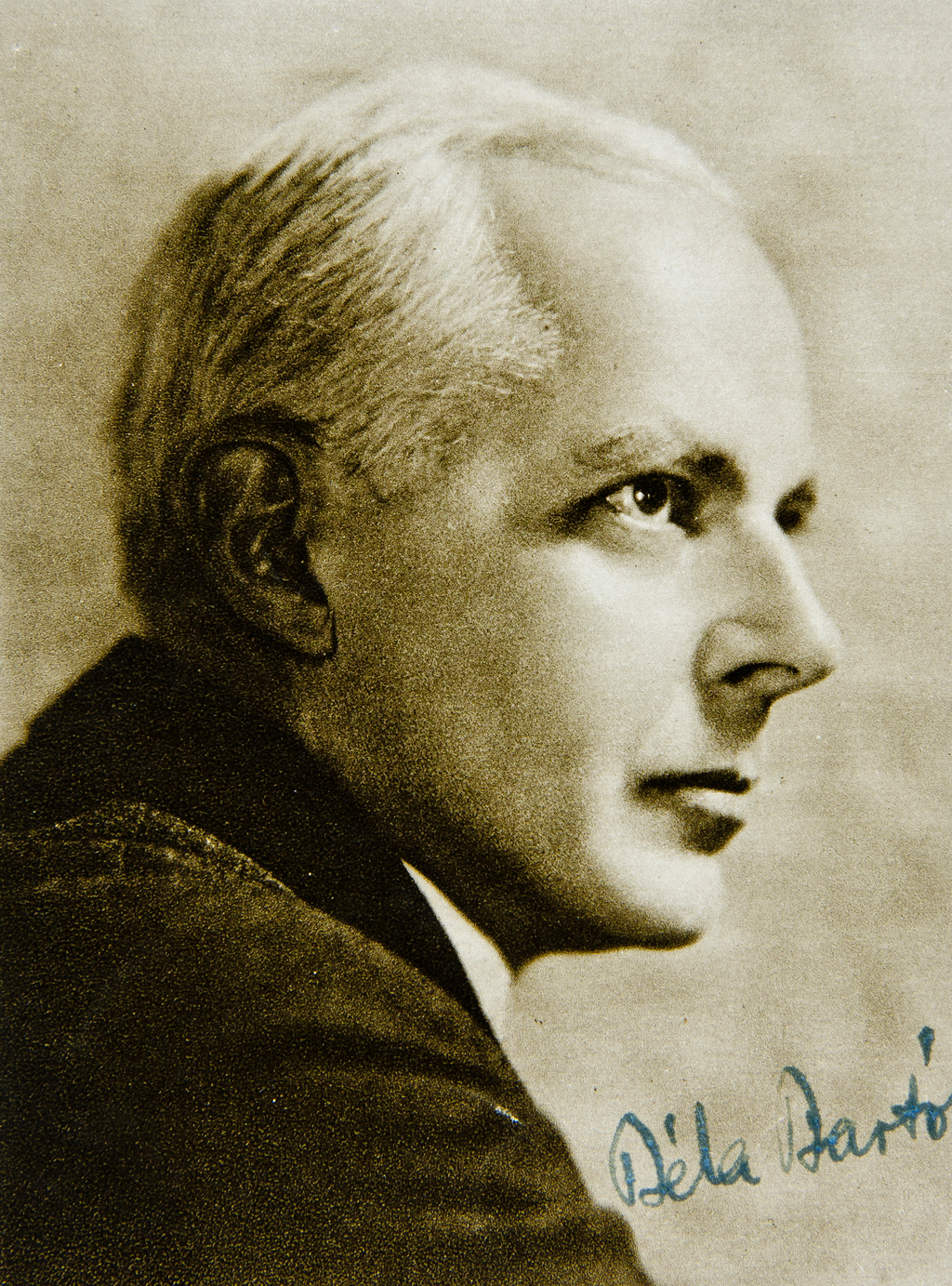
Béla Bartók

- Béla Balázs, poeta, scrittore, regista e sceneggiatore ungherese
- Béla Barényi, ingegnere austro-ungarico
- Béla Bartók, compositore, pianista ed etnomusicologo ungherese
- Béla Ferenc Dezső Blaskó, vero nome di Bela Lugosi, attore cinematografico ungherese
- Béla Fleck, musicista statunitense
- Béla Guttmann, allenatore di calcio e calciatore ungherese naturalizzato austriaco
- Béla Imrédy, politico ungherese
- Béla Károlyi, allenatore di ginnastica artistica rumeno
- Béla Kun, politico ungherese
- Béla Schick, pediatra ungherese naturalizzato statunitense
- Béla Tarr, regista e sceneggiatore ungherese

## Il nome nelle arti
- Béla Rákosi è un personaggio della serie a fumetti Zagor.